# Голутвенные казаки
Голу́твенные каза́ки (голытьба, от укр. голота) — беднейшая и наиболее многочисленная часть донского и запорожского казачеств. На верхнем Дону, а также в верховьях Хопра и Медведицы голутвенные казаки назывались ещё «верховскими» и «чигами». Женатые жили не в Запорожской Сечи, а по хуторам и городам.
По одной из версий, казаки большей частью состояли из беглых крепостных крестьян и холопов, посадской бедноты и военно-служилого люда; при этом голутвенные казаки составляли единый социальный слой. Ряды запорожской голытьбы пополнялись за счёт сельского и городского населения  Малороссии, преследовавшегося польским панством.
По другой же, основу малороссийского казачества составляли до середины XVII века бедные мелкопоместные бояре (такого статуса, как боярин в польском праве попросту не было), которые не могли доказать своё дворянство и должны были после создания Речи Посполитой перейти в ранг обычных крестьян. Возглавляли этих служилых, умеющих управляться с оружием, в отличие от крепостных и мещан, более родовитые дворяне, как из польских, так и из малороссийских родов.
Нахождение в числе голутвенных казаков далеко не всегда означало свободу для беглых: нередко правило «с Дона выдачи нету» нарушалось, и крепостные выдавались прежним владельцам. Голутвенные казаки угнетались и зажиточными (домовитыми) казаками, и дворянами, пытающимися использовать казаков для своих целей.
Голутвенные казаки принимали участие в антифеодальных восстаниях XVI—XVII веков под предводительством Ивана Болотникова, Степана Разина, Кондратия Булавина и других; из их среды вышли многие вожаки антикрепостнического движения; запорожские казаки активно принимали участие в гражданской войне в Речи Посполитой в середине XVII века. Велика роль голутвенных казаков в освоении южнороссийских земель, в борьбе с Крымским ханством. Впрочем, именно голытьба из всех казаков была наиболее склонна к грабежам и убийствам, легко поддавалась на политические провокации, была чрезвычайно переменчива. Так, крымские татары вынуждены были бросить войско гетмана Ивана Выговского после победы под Конотопом над российским войском, так как, пользуясь отсутствием войск в Крыму, запорожцы его разграбили. В итоге поход на Москву был сорван, и в 1667 году Малороссия была разделена на две части между Польшей и Россией, в результате Андрусовского перемирия.
Донские голутвенные казаки нередко совершали набеги (походы «за зипунами») на порты Чёрного и Азовского морей, спускаясь на ладьях по Дону; такое положение сохранялось до середины XVII века, когда Турция близ выхода в Азовское море не возвела две мощных крепости. Но грабежи при этом не прекратились; с 1660-х годов Донская голытьба предпочитала совершать набеги на центральные районы России; так, успешным для казаков был грабительский поход Василия Уса на Тулу в 1666, когда, разграбив окрестности Тулы, отряд казаков безнаказанно ушёл обратно в степи.